# Coppa delle Alpi 1982
La Coppa delle Alpi 1982 è stata la 22ª edizione della Coppa delle Alpi, l'11ª in cui si affrontano esclusivamente squadre francesi e svizzere, vinta dal Nantes, alla prima affermazione internazionale.

## Squadre partecipanti
| Squadre Francesi | Squadre Svizzere |
| ---------------- | ---------------- |
| Auxerre          | Basilea          |
| Bastia           | Grasshoppers     |
| Olympique Lione  | Neuchâtel Xamax  |
| Metz             | Servette         |
| Nantes           | Sion             |

## Risultati

### Fase a gironi
Le dieci squadre sono divise in due gironi: uno coon soli club francesi e uno con soli club svizzeri. Ogni club di un paese gioca due partite (andata e ritorno) contro due dell'altro e alla conclusione della fase a gironi le due migliori classificate per ogni girone partecipano alla finalissima.
Ogni vittoria assegna due punti.
Girone francese
| Squadra         | Pt | G | V | N | P | GF | GS | DG |
| --------------- | -- | - | - | - | - | -- | -- | -- |
| Nantes          | 7  | 4 | 3 | 1 | 0 | 7  | 2  | +5 |
| Metz            | 4  | 4 | 1 | 2 | 1 | 11 | 8  | +3 |
| Olympique Lione | 4  | 4 | 2 | 0 | 2 | 8  | 7  | +1 |
| Auxerre         | 3  | 4 | 0 | 3 | 1 | 4  | 5  | -1 |
| Bastia          | 1  | 4 | 0 | 1 | 3 | 1  | 9  | -8 |

Girone svizzero
| Squadra         | Pt | G | V | N | P | GF | GS | DG |
| --------------- | -- | - | - | - | - | -- | -- | -- |
| Neuchâtel Xamax | 6  | 4 | 3 | 0 | 1 | 11 | 6  | +5 |
| Servette        | 6  | 4 | 2 | 2 | 0 | 5  | 2  | +3 |
| Basilea         | 4  | 4 | 1 | 2 | 1 | 6  | 9  | -3 |
| Grasshoppers    | 3  | 4 | 0 | 3 | 1 | 4  | 5  | -1 |
| Sion            | 2  | 4 | 1 | 0 | 3 | 5  | 9  | -4 |

### Finale
| Neuchâtel 30 agosto 1982                      | Neuchâtel Xamax | 0 – 1 referto | Nantes | La Maladière (3 400 spett.) |
| \| \| \| \| \| \| Marcatori \| 87’ Adonkor \| |                 |               |        |                             |
|                                               |                 |               |        |                             |
|                                               | Marcatori       | 87’ Adonkor   |        |                             |